# Тілл Фезер
Тілл Фезер (нім. Till Feser; нар. 26 вересня 1972, Вільгельмсгафен, Нижня Саксонія, ФРН) — колишній німецький хокеїст, нападник.

## Життєпис
Професійну кар'єру почав у клубі «Саурленд» (друга Бундесліга), вже у сезоні 1992/93 дебютує у Бундеслізі у складі БСК Пройзен. Наступного сезону укладає контракт із клубом «Маннхаймер ЕРК». У складі «орлів» (клуб змінив назву на сучасну «Адлер Мангейм» у 1994 році) проводить ще три сезони, а в останньому стає чемпіоном Німеччини та змінює німецьку хокейну лігу на першу Бундеслігу «Крокодайлс Гамбург».
З сезону 1998/99 Фезер виступає у складі Дюссельдорф ЕГ та разом з клубом повертається до Німецької хокейної ліги у сезоні 2000/01. Професійну кар'єру гравця завершив у сезоні 2002/03 виступаючи за «Ратінген» у регіональній лізі.
Також Тілл свого часу вивчав медицину та після завершення кар'єри хокеїста працює хірургом, також входить до Дисциплінарного комітету DEL.

## Кар'єра (збірні)
У складі молодіжної збірної виступав на чемпіонаті світу серед молодіжних команд 1992 року. У складі національної збірної виступав на Кубку Світу 1996 року.

## Досягнення
- 1997 чемпіон Німеччини у складі «Адлер Мангейм».

## Статистика
| Сезон              | Клуб                 | Ліга               | Регулярна першість | Регулярна першість | Регулярна першість | Регулярна першість | Регулярна першість | Плей-оф | Плей-оф | Плей-оф | Плей-оф | Плей-оф |
| Сезон              | Клуб                 | Ліга               | І                  | Г                  | П                  | О                  | ШХ                 | І       | Г       | П       | О       | ШХ      |
| ------------------ | -------------------- | ------------------ | ------------------ | ------------------ | ------------------ | ------------------ | ------------------ | ------- | ------- | ------- | ------- | ------- |
| 1989/90            | «Саурленд»           | 2 БЛ               | 15                 | 1                  | 3                  | 4                  | 4                  |         |         |         |         |         |
| 1990/91            | «Саурленд»           | 2 БЛ               | 32                 | 9                  | 11                 | 20                 | 25                 |         |         |         |         |         |
| 1991/92            | «Саурленд»           | 2 БЛ               | 4                  | 4                  | 6                  | 10                 | 19                 |         |         |         |         |         |
| 1992/93            | БСК Пройзен          | 1 БЛ               | 44                 | 5                  | 2                  | 7                  | 24                 | 7       | 0       | 0       | 0       | 2       |
| 1993/94            | «Маннхаймер ЕРК»     | 1 БЛ               | 41                 | 2                  | 5                  | 7                  | 35                 | 4       | 0       | 1       | 1       | 2       |
| 1994/95            | «Адлер Мангейм»      | DEL                | 42                 | 9                  | 7                  | 16                 | 83                 | 10      | 1       | 5       | 6       | 12      |
| 1995/96            | «Адлер Мангейм»      | DEL                | 41                 | 8                  | 11                 | 19                 | 52                 | 7       | 0       | 2       | 2       | 8       |
| 1996/97            | «Адлер Мангейм»      | DEL                | 40                 | 10                 | 7                  | 17                 | 24                 | -       | -       | -       | -       | -       |
| 1997/98            | «Крокодайлс Гамбург» | 1 Ліга             | 55                 | 18                 | 14                 | 32                 | 83                 |         |         |         |         |         |
| 1998/99            | Дюссельдорф ЕГ       | БЛ                 | 60                 | 23                 | 19                 | 42                 | 40                 |         |         |         |         |         |
| 1998/00            | Дюссельдорф ЕГ       | 2 БЛ               | 60                 | 14                 | 20                 | 34                 | 86                 |         |         |         |         |         |
| 2000/01            | Дюссельдорф ЕГ       | DEL                | 60                 | 4                  | 2                  | 6                  | 26                 | -       | -       | -       | -       | -       |
| 2 Бундесліга разом | 2 Бундесліга разом   | 2 Бундесліга разом | 226                | 69                 | 73                 | 142                | 257                |         |         |         |         |         |
| 1 Бундесліга разом | 1 Бундесліга разом   | 1 Бундесліга разом | 85                 | 7                  | 7                  | 14                 | 59                 | 11      | 0       | 1       | 1       | 4       |
| DEL разом          | DEL разом            | DEL разом          | 183                | 31                 | 27                 | 58                 | 185                | 17      | 1       | 7       | 8       | 20      |